# Związek Ochotniczych Straży Pożarnych Rzeczypospolitej Polskiej
Związek Ochotniczych Straży Pożarnych Rzeczypospolitej Polskiej – ogólnopolskie stowarzyszenie zrzeszające Ochotnicze Straże Pożarne i inne osoby prawne w celu wykonywania zadań w zakresie ochrony przeciwpożarowej i różnych form pracy kulturalno-oświatowej. Został powołany 28 grudnia 1956. Działa na podstawie ustawy z dnia 7 kwietnia 1989 r. – Prawo o stowarzyszeniach (Dz.U. z 2020 r. poz. 2261), ustawy z dnia 24 sierpnia 1991 o ochronie przeciwpożarowej (Dz.U. z 2025 r. poz. 188), oraz własnego statutu.

## Wybrane cele Związku
- działanie na rzecz ochrony życia, zdrowia i mienia przed pożarami, klęskami żywiołowymi i zagrożeniami ekologicznymi lub innymi miejscowymi zagrożeniami,
- rzecznictwo i reprezentowanie członków Związku wobec organów administracji publicznej,
- wykonywanie zadań z zakresu ochrony przeciwpożarowej zleconych przez organy administracji publicznej,
- współtworzenie i opiniowanie aktów normatywnych dotyczących ochrony przeciwpożarowej,
- działanie na rzecz ochrony środowiska,
- informowanie o występujących zagrożeniach pożarowych i innych zagrożeniach miejscowych oraz sposobach im zapobiegania,
- rozwijanie i upowszechnianie działalności kulturalnej,
- rozwijanie i krzewienie kultury fizycznej i sportu,
- organizowanie pożarniczego i obronnego wychowania dzieci i młodzieży.

## Struktura Związku
- Oddział Główny
- Oddział Wojewódzki
- Oddział Powiatowy
- Oddział Gminny/Oddział Miejsko-Gminny
- Ochotnicza Straż Pożarna

## Władze Związku (w sensie ogólnym)

### Główny
- Zjazd Krajowy
- Zarząd Główny
- Główna Komisja Rewizyjna
- Główny Sąd Honorowy

### Oddział wojewódzki
- Zjazd Wojewódzki
- Zarząd Wojewódzki
- Wojewódzka Komisja Rewizyjna
- Wojewódzki Sąd Honorowy

### Oddział powiatowy
- Zjazd Powiatowy
- Zarząd Powiatowy
- Powiatowa Komisja Rewizyjna

### Oddział gminny
- Zjazd Gminny
- Zarząd Gminny
- Gminna Komisja Rewizyjna

### Straż OSP
- Walne Zebranie
- Zarząd
- Komisja Rewizyjna

## Zarys historii, początki

### W Galicji
- 1860 – w Krakowie powstaje Krajowe Towarzystwo Ubezpieczeń od Ognia, od swojego patrona św. Floriana zwane "Florianką",
- 1862 – początek akcji tworzenia pierwszych stowarzyszeń strażackich:
- 1865 – Kraków, Gródek, Tarnów, Zator[1]
- 1867 – Wadowice,
- 1868 – Lwów, Stanisławów,
- 1869 – Bochnia,
- 1871 – Brody, Przemyśl, Sambor, Żywiec,
- 1872 – Chrzanów,
- 1875 – we Lwowie I Krajowy Zjazd Strażacki powołuje Krajowy Związek Ochotniczych Straży Pożarnych Królestwa Galicji i Lodomerii z Wielkim Księstwem Krakowskim.

### W Królestwie Polskim
- 1864 – powstaje OSP w Kaliszu (Kaliska Straż Ogniowa)
- 1871 – powstaje OSP w Częstochowie
- 1881 – działa 27 organizacji strażackich
- 1915 – władze rosyjskie zatwierdzają ustawę Towarzystwa Świętego Floriana
- 1916 – w Warszawie Ogólnokrajowy Zjazd Straży Ogniowych powołuje Związek Floriański

### W Prusach
- 1858 – Powstaje Ochotnicza Straż Pożarna w Raciborzu
- 1860 – Powstają Ochotnicze Straże Pożarne w Gliwicach i Głogówku
- 1862 – Powstaje Ochotnicza Straż Pożarna w Opolu
- 1863 – Powstaje Ochotnicza Straż Pożarna w Strzelcach Opolskich
- 1864 – Powstają Ochotnicze Straże Pożarne w Mysłowicach i Chorzowie
- 1867 – Powstaje Ochotnicza Straż Pożarna w Śremie
- 1873 – Powstaje Ochotnicza Straż Pożarna w Nysie
- 1874 – Powstają Ochotnicze Straże Pożarne w Bytomiu i Pszczynie
- 1876 – Utworzenie Górnośląskiego Podzwiązku Straży Pożarnych skupiającego 41 ochotniczych i 5 zakładowych straży pożarnych z Regencji Opolskiej.
- 1863 – powstaje Prowincjonalny Śląsko-Poznański Związek Strażacki, który w 1893 r. Przekształca się w:
  - Poznański Prowincjonalny Związek Straży Pożarnych,
  - Śląski Prowincjonalny Związek Straży Pożarnych,
    - 1863 – powstaje Prowincjonalny Śląsko-Poznański Związek Strażacki, który w 1893 r. Przekształca się w:
      - Poznański Prowincjonalny Związek Straży Pożarnych,
      - Śląski Prowincjonalny Związek Straży Pożarnych,

    - 1880 – powstaje Pomorski Związek Prowincjonalnych Straży Pożarnych.

### Prusy Zachodnie
- 1862 – Powstaje Ochotnicza Straż Pożarna w Brodnicy

We wrześniu 1921 r. Związki działające pod zaborami łączą się w jeden – Główny Związek Straży Pożarnych Rzeczypospolitej Polskiej.
- 1880 – powstaje Pomorski Związek Prowincjonalnych Straży Pożarnych.
- 1862 – Powstaje Ochotnicza Straż Pożarna w Brodnicy

We wrześniu 1921 r. Związki działające pod zaborami łączą się w jeden – Główny Związek Straży Pożarnych Rzeczypospolitej Polskiej.

## Aktualne władze

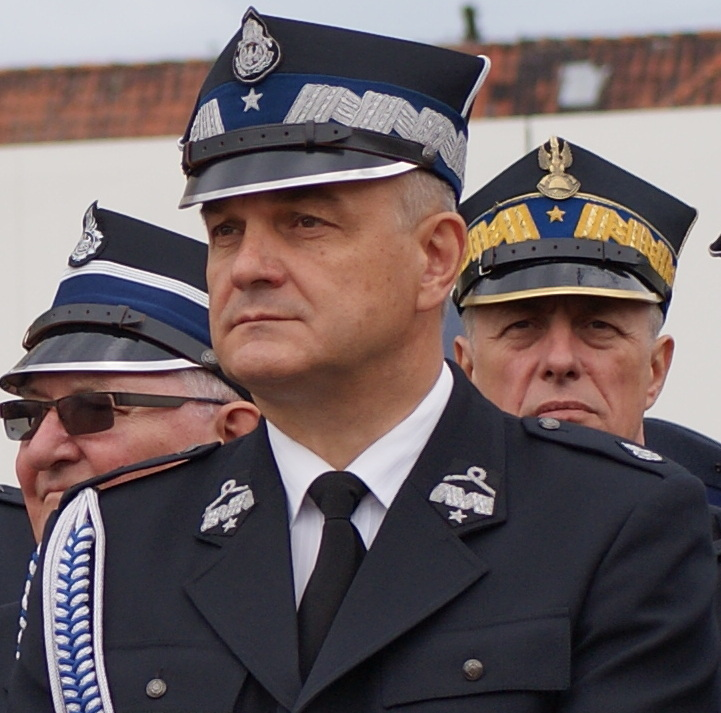
Waldemar Pawlak – prezes Zarządu Głównego

### Zarząd Główny[2]
- Waldemar Pawlak – prezes ZG ZOSP RP
- Eugeniusz Grzeszczak – wiceprezes
- Wiesław Leśniakiewicz – wiceprezes
- Adam Nowak – wiceprezes
- Edward Siarka – wiceprezes
- Teresa Tiszbierek – wiceprezes[3]

## Upamiętnienie
W 2021 wprowadzono do obiegu upamiętniającą setną rocznicę powstania organizacji srebrną monetę o nominale 10 zł, w wielkości emisji do 12 tys. sztuk.